# Bayonetta – Bloody Fate
Bayonetta – Bloody Fate (Originaltitel: ベヨネッタ ブラッディフェイト)  ist ein Animefilm von Fuminori Kizaki, der auf das Videospiel Bayonetta von Platinum Games basiert.

## Inhalt
Nachdem die Umbra-Hexe Bayonetta aus 500 Jahren Schlaf auf dem Grund eines Sees erwacht und keine Erinnerung an ihr Leben davor hat, begibt sie sich auf eine Reise, um ihre Identität und Vergangenheit wiederzuentdecken. Bayonettas Reise kämpft gegen die Horden engelhafter Monster (sie nennt sie „Geister“), die ihr im Weg stehen. Sie reist in die abgelegene europäische Stadt Vigrid, wo sie sich dem letzten Lumen-Gelehrten, Balder, stellt. Er sieht die Welt als unwiderruflich korrupt an und möchte sie zerstören. Nach einem epischen Kampf, in dem beide himmlische Monster beschwören, tötet Bayonetta Balder.

## Produktion
Der Film entstand beim Studio Gonzo unter der Regie von Fuminori Kizaki. Für den Charakterdesign war Ai Yokoyama zuständig. Die Produzenten waren Hiroshi Naitō, Masahiro Nakayama, Shūji Kondō, Masanori Gotō, Shiki Yamazaki und Hidemasa Arai. Das Drehbuch schrieb Mitsutaka Hirota. Die Musik komponierten Masato Kazune und Jun Abe.  Mai Kudo hat den Titelsong mit dem Titel „Night, I Stand“ gesungen.

## Veröffentlichung
Der Film wurde am 23. November 2013 in den japanischen Kinos veröffentlicht. Der Film wurde am 14. Februar auch als Heimvideo auf DVD und Blu-ray veröffentlicht. Eine Manga-Adaption wurde in zwei Bänden in Kodanshas Bessatsu Shōnen Magazine am 9. November 2013 bzw. 9. Dezember 2013 veröffentlicht. Am 28. November 2014 erschien mit der Altersfreigabe „ab 16 Jahren“ in Deutschland.

## Synchronisation
Die Synchronisation des Films wurde von dem Studio EuroSync GmbH erstellt. Dialogregie führte Ulrike Lau und das Dialogbuch schrieb Stefan Wellner.
| Charakter | Japanischer Sprecher (Seiyū) | Deutscher Sprecher |
| --------- | ---------------------------- | ------------------ |
| Bayonetta | Atsuko Tanaka                | Natascha Geisler   |
| Balder    | Norio Wakamoto               | Jan Spitzer        |
| Jeanne    | Mie Sonozaki                 | Nadine Heidenreich |
| Cereza    | Miyuki Sawashiro             | Nina Schatton      |
| Enzo      | Wataru Takagi                | Dieter Memel       |

## Rezeption
Richard Eisenbeis von Kotaku lobte den Film für seine schöne Action und eine schlanke Handlung.